# Moatasem Salem
Moatasem Salem est un footballeur égyptien né le 2 septembre 1980 au Caire. Il évolue au poste de défenseur avec Smouha SC.

## Carrière
- 2000-2003 :  Goldy
- 2003-2012 :  Ismaily SC
- depuis 2012 :  Smouha SC

## Palmarès
- Vainqueur de la Coupe d'Afrique des nations de football en 2010